# Cornelius Bergmann
Cornelius Bergmann (* 26. Januar 1881 bei Samara; † 28. Oktober 1951 in Jena) war ein mennonitischer Historiker und Philologe, der in eine russlanddeutsche Familie geboren wurde. Er besuchte die Schulen bei Samara und absolvierte das Gymnasium in Berdjansk, danach studierte er in Leipzig, Berlin und Zürich Geschichte, Germanistik und Philosophie. Seine Dissertation zur Täuferbewegung im Kanton Zürich wurde 1916 publiziert.
Bergmann unterrichtete am Gymnasium in Zuoz und trat danach eine Stelle im Verlagswesen an. Später übersetzte er an der Universität Jena klassische russische Literatur.
Er besaß das Bürgerrecht von Arvigo, wo er 1921 für die Summe von 1'000 Fr. eingebürgert wurde.

## Werke
- Die Täuferbewegung im Kanton Zürich bis 1660. In: Quellen und Abhandlungen zur schweizerischen Reformationsgeschichte, Bd. 2 (1916). Leipzig.

## Übersetzungen (Auswahl)
- Blaue Städte von Alexei Tolstoi
- Erlebtes und Gedachtes von Alexander Herzen
- von Wladimir Korolenko
  - Kinder im grauen Stein
  - Der Wald rauscht
  - Der Totschläger
  - Der Falke von Sachalin